# Chauvigny-du-Perche
Chauvigny-du-Perche ist eine französische Gemeinde mit 230 Einwohnern (Stand: 1. Januar 2022) im Département Loir-et-Cher in der Region Centre-Val de Loire; sie gehört zum Arrondissement Vendôme und zum Kanton Le Perche. 

## Geographie
Die Gemeinde Chauvigny-du-Perche liegt etwa 45 Kilometer nordnordwestlich von Blois. An der östlichen Gemeindegrenze verläuft das Flüsschen Gratteloup. Chauvigny-du-Perche wird umgeben von den Nachbargemeinden La Chapelle-Vicomtesse im Nordwesten und Norden, Bouffry im Norden, Fontaine-Raoul im Osten, La Ville-aux-Clercs im Südosten und Süden sowie Romilly im Südwesten und Westen.

## Bevölkerungsentwicklung
| Jahr                       | 1962 | 1968 | 1975 | 1982 | 1990 | 1999 | 2010 | 2021 |
| Einwohner                  | 466  | 418  | 349  | 287  | 257  | 244  | 227  | 228  |
| Quellen: Cassini und INSEE |      |      |      |      |      |      |      |      |

## Sehenswürdigkeiten
- Kirche Notre-Dame
- Schloss Les Diorières
- Schloss L’Odière